# 1651
Portal Geschichte | Portal Biografien | Aktuelle Ereignisse | Jahreskalender | Tagesartikel

◄ |
16. Jahrhundert |
17. Jahrhundert
| 18. Jahrhundert | ►

◄ |
1620er |
1630er |
1640er |
1650er
| 1660er | 1670er | 1680er | ►

◄◄ |
◄ |
1647 |
1648 |
1649 |
1650 |
1651
| 1652 | 1653 | 1654 | 1655 | ► | ►►
Staatsoberhäupter  · Nekrolog   · Musikjahr
| Januar | Januar | Januar | Januar | Januar | Januar | Januar | Januar |
| Kw     | Mo     | Di     | Mi     | Do     | Fr     | Sa     | So     |
| ------ | ------ | ------ | ------ | ------ | ------ | ------ | ------ |
| 52     |        |        |        |        |        |        | 1      |
| 1      | 2      | 3      | 4      | 5      | 6      | 7      | 8      |
| 2      | 9      | 10     | 11     | 12     | 13     | 14     | 15     |
| 3      | 16     | 17     | 18     | 19     | 20     | 21     | 22     |
| 4      | 23     | 24     | 25     | 26     | 27     | 28     | 29     |
| 5      | 30     | 31     |        |        |        |        |        |

| Februar | Februar | Februar | Februar | Februar | Februar | Februar | Februar |
| Kw      | Mo      | Di      | Mi      | Do      | Fr      | Sa      | So      |
| ------- | ------- | ------- | ------- | ------- | ------- | ------- | ------- |
| 5       |         |         | 1       | 2       | 3       | 4       | 5       |
| 6       | 6       | 7       | 8       | 9       | 10      | 11      | 12      |
| 7       | 13      | 14      | 15      | 16      | 17      | 18      | 19      |
| 8       | 20      | 21      | 22      | 23      | 24      | 25      | 26      |
| 9       | 27      | 28      |         |         |         |         |         |

| März | März | März | März | März | März | März | März |
| Kw   | Mo   | Di   | Mi   | Do   | Fr   | Sa   | So   |
| ---- | ---- | ---- | ---- | ---- | ---- | ---- | ---- |
| 9    |      |      | 1    | 2    | 3    | 4    | 5    |
| 10   | 6    | 7    | 8    | 9    | 10   | 11   | 12   |
| 11   | 13   | 14   | 15   | 16   | 17   | 18   | 19   |
| 12   | 20   | 21   | 22   | 23   | 24   | 25   | 26   |
| 13   | 27   | 28   | 29   | 30   | 31   |      |      |

| April | April | April | April | April | April | April | April |
| Kw    | Mo    | Di    | Mi    | Do    | Fr    | Sa    | So    |
| ----- | ----- | ----- | ----- | ----- | ----- | ----- | ----- |
| 13    |       |       |       |       |       | 1     | 2     |
| 14    | 3     | 4     | 5     | 6     | 7     | 8     | 9     |
| 15    | 10    | 11    | 12    | 13    | 14    | 15    | 16    |
| 16    | 17    | 18    | 19    | 20    | 21    | 22    | 23    |
| 17    | 24    | 25    | 26    | 27    | 28    | 29    | 30    |

| Mai | Mai | Mai | Mai | Mai | Mai | Mai | Mai |
| Kw  | Mo  | Di  | Mi  | Do  | Fr  | Sa  | So  |
| --- | --- | --- | --- | --- | --- | --- | --- |
| 18  | 1   | 2   | 3   | 4   | 5   | 6   | 7   |
| 19  | 8   | 9   | 10  | 11  | 12  | 13  | 14  |
| 20  | 15  | 16  | 17  | 18  | 19  | 20  | 21  |
| 21  | 22  | 23  | 24  | 25  | 26  | 27  | 28  |
| 22  | 29  | 30  | 31  |     |     |     |     |

| Juni | Juni | Juni | Juni | Juni | Juni | Juni | Juni |
| Kw   | Mo   | Di   | Mi   | Do   | Fr   | Sa   | So   |
| ---- | ---- | ---- | ---- | ---- | ---- | ---- | ---- |
| 22   |      |      |      | 1    | 2    | 3    | 4    |
| 23   | 5    | 6    | 7    | 8    | 9    | 10   | 11   |
| 24   | 12   | 13   | 14   | 15   | 16   | 17   | 18   |
| 25   | 19   | 20   | 21   | 22   | 23   | 24   | 25   |
| 26   | 26   | 27   | 28   | 29   | 30   |      |      |

| Juli | Juli | Juli | Juli | Juli | Juli | Juli | Juli |
| Kw   | Mo   | Di   | Mi   | Do   | Fr   | Sa   | So   |
| ---- | ---- | ---- | ---- | ---- | ---- | ---- | ---- |
| 26   |      |      |      |      |      | 1    | 2    |
| 27   | 3    | 4    | 5    | 6    | 7    | 8    | 9    |
| 28   | 10   | 11   | 12   | 13   | 14   | 15   | 16   |
| 29   | 17   | 18   | 19   | 20   | 21   | 22   | 23   |
| 30   | 24   | 25   | 26   | 27   | 28   | 29   | 30   |
| 31   | 31   |      |      |      |      |      |      |

| August | August | August | August | August | August | August | August |
| Kw     | Mo     | Di     | Mi     | Do     | Fr     | Sa     | So     |
| ------ | ------ | ------ | ------ | ------ | ------ | ------ | ------ |
| 31     |        | 1      | 2      | 3      | 4      | 5      | 6      |
| 32     | 7      | 8      | 9      | 10     | 11     | 12     | 13     |
| 33     | 14     | 15     | 16     | 17     | 18     | 19     | 20     |
| 34     | 21     | 22     | 23     | 24     | 25     | 26     | 27     |
| 35     | 28     | 29     | 30     | 31     |        |        |        |

| September | September | September | September | September | September | September | September |
| Kw        | Mo        | Di        | Mi        | Do        | Fr        | Sa        | So        |
| --------- | --------- | --------- | --------- | --------- | --------- | --------- | --------- |
| 35        |           |           |           |           | 1         | 2         | 3         |
| 36        | 4         | 5         | 6         | 7         | 8         | 9         | 10        |
| 37        | 11        | 12        | 13        | 14        | 15        | 16        | 17        |
| 38        | 18        | 19        | 20        | 21        | 22        | 23        | 24        |
| 39        | 25        | 26        | 27        | 28        | 29        | 30        |           |

| Oktober | Oktober | Oktober | Oktober | Oktober | Oktober | Oktober | Oktober |
| Kw      | Mo      | Di      | Mi      | Do      | Fr      | Sa      | So      |
| ------- | ------- | ------- | ------- | ------- | ------- | ------- | ------- |
| 39      |         |         |         |         |         |         | 1       |
| 40      | 2       | 3       | 4       | 5       | 6       | 7       | 8       |
| 41      | 9       | 10      | 11      | 12      | 13      | 14      | 15      |
| 42      | 16      | 17      | 18      | 19      | 20      | 21      | 22      |
| 43      | 23      | 24      | 25      | 26      | 27      | 28      | 29      |
| 44      | 30      | 31      |         |         |         |         |         |

| November | November | November | November | November | November | November | November |
| Kw       | Mo       | Di       | Mi       | Do       | Fr       | Sa       | So       |
| -------- | -------- | -------- | -------- | -------- | -------- | -------- | -------- |
| 44       |          |          | 1        | 2        | 3        | 4        | 5        |
| 45       | 6        | 7        | 8        | 9        | 10       | 11       | 12       |
| 46       | 13       | 14       | 15       | 16       | 17       | 18       | 19       |
| 47       | 20       | 21       | 22       | 23       | 24       | 25       | 26       |
| 48       | 27       | 28       | 29       | 30       |          |          |          |

| Dezember | Dezember | Dezember | Dezember | Dezember | Dezember | Dezember | Dezember |
| Kw       | Mo       | Di       | Mi       | Do       | Fr       | Sa       | So       |
| -------- | -------- | -------- | -------- | -------- | -------- | -------- | -------- |
| 48       |          |          |          |          | 1        | 2        | 3        |
| 49       | 4        | 5        | 6        | 7        | 8        | 9        | 10       |
| 50       | 11       | 12       | 13       | 14       | 15       | 16       | 17       |
| 51       | 18       | 19       | 20       | 21       | 22       | 23       | 24       |
| 52       | 25       | 26       | 27       | 28       | 29       | 30       | 31       |

| Januar | Januar | Januar | Januar | Januar | Januar | Januar | Januar |
| Kw     | Mo     | Di     | Mi     | Do     | Fr     | Sa     | So     |
| ------ | ------ | ------ | ------ | ------ | ------ | ------ | ------ |
| 52     |        |        |        |        |        |        | 1      |
| 1      | 2      | 3      | 4      | 5      | 6      | 7      | 8      |
| 2      | 9      | 10     | 11     | 12     | 13     | 14     | 15     |
| 3      | 16     | 17     | 18     | 19     | 20     | 21     | 22     |
| 4      | 23     | 24     | 25     | 26     | 27     | 28     | 29     |
| 5      | 30     | 31     |        |        |        |        |        |

| Februar | Februar | Februar | Februar | Februar | Februar | Februar | Februar |
| Kw      | Mo      | Di      | Mi      | Do      | Fr      | Sa      | So      |
| ------- | ------- | ------- | ------- | ------- | ------- | ------- | ------- |
| 5       |         |         | 1       | 2       | 3       | 4       | 5       |
| 6       | 6       | 7       | 8       | 9       | 10      | 11      | 12      |
| 7       | 13      | 14      | 15      | 16      | 17      | 18      | 19      |
| 8       | 20      | 21      | 22      | 23      | 24      | 25      | 26      |
| 9       | 27      | 28      |         |         |         |         |         |

| März | März | März | März | März | März | März | März |
| Kw   | Mo   | Di   | Mi   | Do   | Fr   | Sa   | So   |
| ---- | ---- | ---- | ---- | ---- | ---- | ---- | ---- |
| 9    |      |      | 1    | 2    | 3    | 4    | 5    |
| 10   | 6    | 7    | 8    | 9    | 10   | 11   | 12   |
| 11   | 13   | 14   | 15   | 16   | 17   | 18   | 19   |
| 12   | 20   | 21   | 22   | 23   | 24   | 25   | 26   |
| 13   | 27   | 28   | 29   | 30   | 31   |      |      |

| April | April | April | April | April | April | April | April |
| Kw    | Mo    | Di    | Mi    | Do    | Fr    | Sa    | So    |
| ----- | ----- | ----- | ----- | ----- | ----- | ----- | ----- |
| 13    |       |       |       |       |       | 1     | 2     |
| 14    | 3     | 4     | 5     | 6     | 7     | 8     | 9     |
| 15    | 10    | 11    | 12    | 13    | 14    | 15    | 16    |
| 16    | 17    | 18    | 19    | 20    | 21    | 22    | 23    |
| 17    | 24    | 25    | 26    | 27    | 28    | 29    | 30    |

| Mai | Mai | Mai | Mai | Mai | Mai | Mai | Mai |
| Kw  | Mo  | Di  | Mi  | Do  | Fr  | Sa  | So  |
| --- | --- | --- | --- | --- | --- | --- | --- |
| 18  | 1   | 2   | 3   | 4   | 5   | 6   | 7   |
| 19  | 8   | 9   | 10  | 11  | 12  | 13  | 14  |
| 20  | 15  | 16  | 17  | 18  | 19  | 20  | 21  |
| 21  | 22  | 23  | 24  | 25  | 26  | 27  | 28  |
| 22  | 29  | 30  | 31  |     |     |     |     |

| Juni | Juni | Juni | Juni | Juni | Juni | Juni | Juni |
| Kw   | Mo   | Di   | Mi   | Do   | Fr   | Sa   | So   |
| ---- | ---- | ---- | ---- | ---- | ---- | ---- | ---- |
| 22   |      |      |      | 1    | 2    | 3    | 4    |
| 23   | 5    | 6    | 7    | 8    | 9    | 10   | 11   |
| 24   | 12   | 13   | 14   | 15   | 16   | 17   | 18   |
| 25   | 19   | 20   | 21   | 22   | 23   | 24   | 25   |
| 26   | 26   | 27   | 28   | 29   | 30   |      |      |

| Juli | Juli | Juli | Juli | Juli | Juli | Juli | Juli |
| Kw   | Mo   | Di   | Mi   | Do   | Fr   | Sa   | So   |
| ---- | ---- | ---- | ---- | ---- | ---- | ---- | ---- |
| 26   |      |      |      |      |      | 1    | 2    |
| 27   | 3    | 4    | 5    | 6    | 7    | 8    | 9    |
| 28   | 10   | 11   | 12   | 13   | 14   | 15   | 16   |
| 29   | 17   | 18   | 19   | 20   | 21   | 22   | 23   |
| 30   | 24   | 25   | 26   | 27   | 28   | 29   | 30   |
| 31   | 31   |      |      |      |      |      |      |

| August | August | August | August | August | August | August | August |
| Kw     | Mo     | Di     | Mi     | Do     | Fr     | Sa     | So     |
| ------ | ------ | ------ | ------ | ------ | ------ | ------ | ------ |
| 31     |        | 1      | 2      | 3      | 4      | 5      | 6      |
| 32     | 7      | 8      | 9      | 10     | 11     | 12     | 13     |
| 33     | 14     | 15     | 16     | 17     | 18     | 19     | 20     |
| 34     | 21     | 22     | 23     | 24     | 25     | 26     | 27     |
| 35     | 28     | 29     | 30     | 31     |        |        |        |

| September | September | September | September | September | September | September | September |
| Kw        | Mo        | Di        | Mi        | Do        | Fr        | Sa        | So        |
| --------- | --------- | --------- | --------- | --------- | --------- | --------- | --------- |
| 35        |           |           |           |           | 1         | 2         | 3         |
| 36        | 4         | 5         | 6         | 7         | 8         | 9         | 10        |
| 37        | 11        | 12        | 13        | 14        | 15        | 16        | 17        |
| 38        | 18        | 19        | 20        | 21        | 22        | 23        | 24        |
| 39        | 25        | 26        | 27        | 28        | 29        | 30        |           |

| Oktober | Oktober | Oktober | Oktober | Oktober | Oktober | Oktober | Oktober |
| Kw      | Mo      | Di      | Mi      | Do      | Fr      | Sa      | So      |
| ------- | ------- | ------- | ------- | ------- | ------- | ------- | ------- |
| 39      |         |         |         |         |         |         | 1       |
| 40      | 2       | 3       | 4       | 5       | 6       | 7       | 8       |
| 41      | 9       | 10      | 11      | 12      | 13      | 14      | 15      |
| 42      | 16      | 17      | 18      | 19      | 20      | 21      | 22      |
| 43      | 23      | 24      | 25      | 26      | 27      | 28      | 29      |
| 44      | 30      | 31      |         |         |         |         |         |

| November | November | November | November | November | November | November | November |
| Kw       | Mo       | Di       | Mi       | Do       | Fr       | Sa       | So       |
| -------- | -------- | -------- | -------- | -------- | -------- | -------- | -------- |
| 44       |          |          | 1        | 2        | 3        | 4        | 5        |
| 45       | 6        | 7        | 8        | 9        | 10       | 11       | 12       |
| 46       | 13       | 14       | 15       | 16       | 17       | 18       | 19       |
| 47       | 20       | 21       | 22       | 23       | 24       | 25       | 26       |
| 48       | 27       | 28       | 29       | 30       |          |          |          |

| Dezember | Dezember | Dezember | Dezember | Dezember | Dezember | Dezember | Dezember |
| Kw       | Mo       | Di       | Mi       | Do       | Fr       | Sa       | So       |
| -------- | -------- | -------- | -------- | -------- | -------- | -------- | -------- |
| 48       |          |          |          |          | 1        | 2        | 3        |
| 49       | 4        | 5        | 6        | 7        | 8        | 9        | 10       |
| 50       | 11       | 12       | 13       | 14       | 15       | 16       | 17       |
| 51       | 18       | 19       | 20       | 21       | 22       | 23       | 24       |
| 52       | 25       | 26       | 27       | 28       | 29       | 30       | 31       |

## Ereignisse

### Politik und Weltgeschehen

#### England / Irland
- 1. Januar: Karl II. wird in Scone zum König von Schottland gekrönt.
- Juni bis Oktober: Die zweite Belagerung von Limerick endet mit der Eroberung der Stadt durch die Parlamentstruppen.
- Juli: Die Konföderierten Truppen unter Donagh MacCarthy treffen in der Schlacht von Knocknaclashy auf englisch-parlamentarische Truppen unter Roger Boyle und werden besiegt.

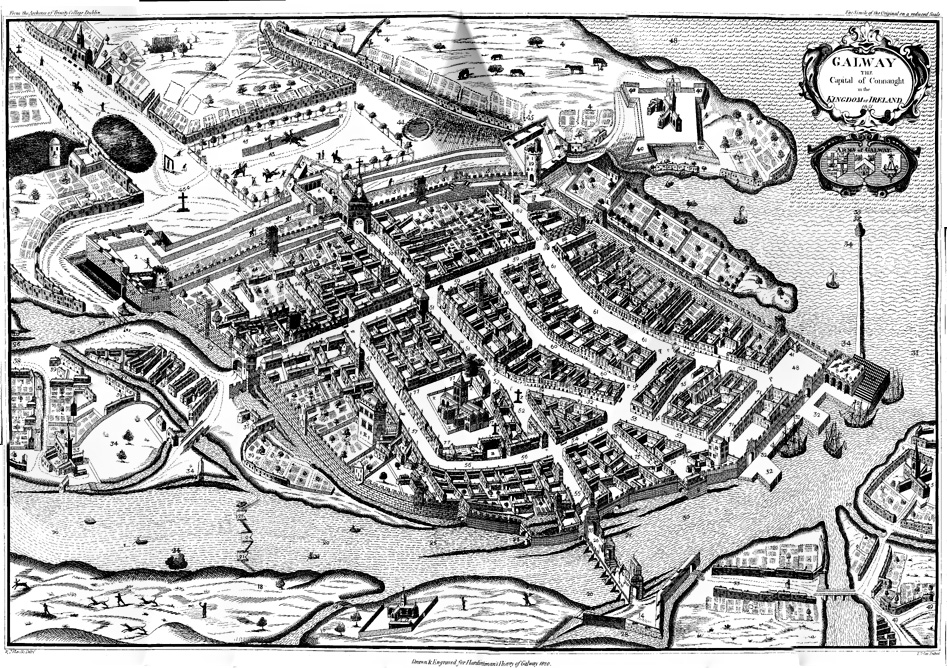
Galway 1651

- August: Die bis Mai des folgenden Jahres dauernde Belagerung von Galway beginnt.
- 25. August: Die Schlacht von Wigan Lane findet während des Dritten Englischen Bürgerkrieges zwischen Royalisten unter der Führung von James Stanley, 7. Earl of Derby, und Teilen der New Model Army unter Führung von Oberst Robert Lilburne statt. Die Royalisten werden besiegt und verlieren fast die Hälfte ihrer Offiziere und Soldaten.

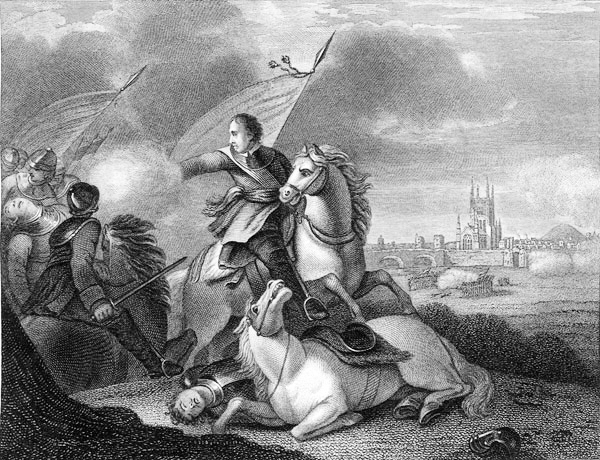
Schlacht von Worcester, Kupferstich, 1810

- 3. September: In der entscheidenden Schlacht des englischen Bürgerkriegs bei Worcester besiegen die Parlamentstruppen unter Oliver Cromwell den neuen König Karl II., der sich nur mit Glück ins Exil retten kann.
- 1. Dezember: Die am 9. Oktober beschlossene erste englische Navigationsakte tritt in Kraft. Sie behält die gesamte Einfuhr außereuropäischer Güter nach England sowie den gesamten Küstenhandel und die Fischerei in den englischen Gewässern der englischen Flagge vor und gestattet die Einfuhr europäischer Waren nur auf englischen Schiffen und solchen der Ursprungsländer. Diese Bestimmungen sind darauf gerichtet, den einträglichen Zwischenhandel der Niederlande mit England und den englischen Kolonien zu beseitigen und den aktiven Handel Englands an seine Stelle zu setzen. Die Bestimmungen sind ein schwerer Schlag gegen den niederländischen Handel und führen direkt zum ersten niederländisch-englischen Seekrieg im folgenden Jahr.

#### Frankreich
- 6. Februar: Jules Mazarin muss vor der Fronde aus Paris fliehen.
- Der 13-jährige Ludwig XIV. wird für volljährig erklärt, womit die Regentschaft seiner Mutter Anna von Österreich offiziell endet. Der junge König überträgt die Amtsgeschäfte an Kardinal Mazarin.

#### Heiliges Römisches Reich
- 27. September: Nach dem Tod von Maximilian I. folgt sein Sohn Ferdinand Maria auf den Thron des Kurfürstentums Bayern. Der Fünfzehnjährige steht zunächst unter der Vormundschaft seiner Mutter Maria Anna von Österreich, die auch die Regentschaft führt.

#### Polen-Litauen
- 28. Juni: Die Schlacht bei Beresteczko beginnt. Die Adelsrepublik Polen-Litauen bekämpft ein Heer herangerückter Saporoger Kosaken und Tataren.
- 30. Juni: Die Schlacht bei Beresteczko endet mit einem Sieg der polnisch-litauischen Armee. Die Rebellionen im östlichen Landesteil Polen-Litauens erlahmen in der Folge und der Chmelnyzkyj-Aufstand wird vorübergehend beendet.

#### Japan

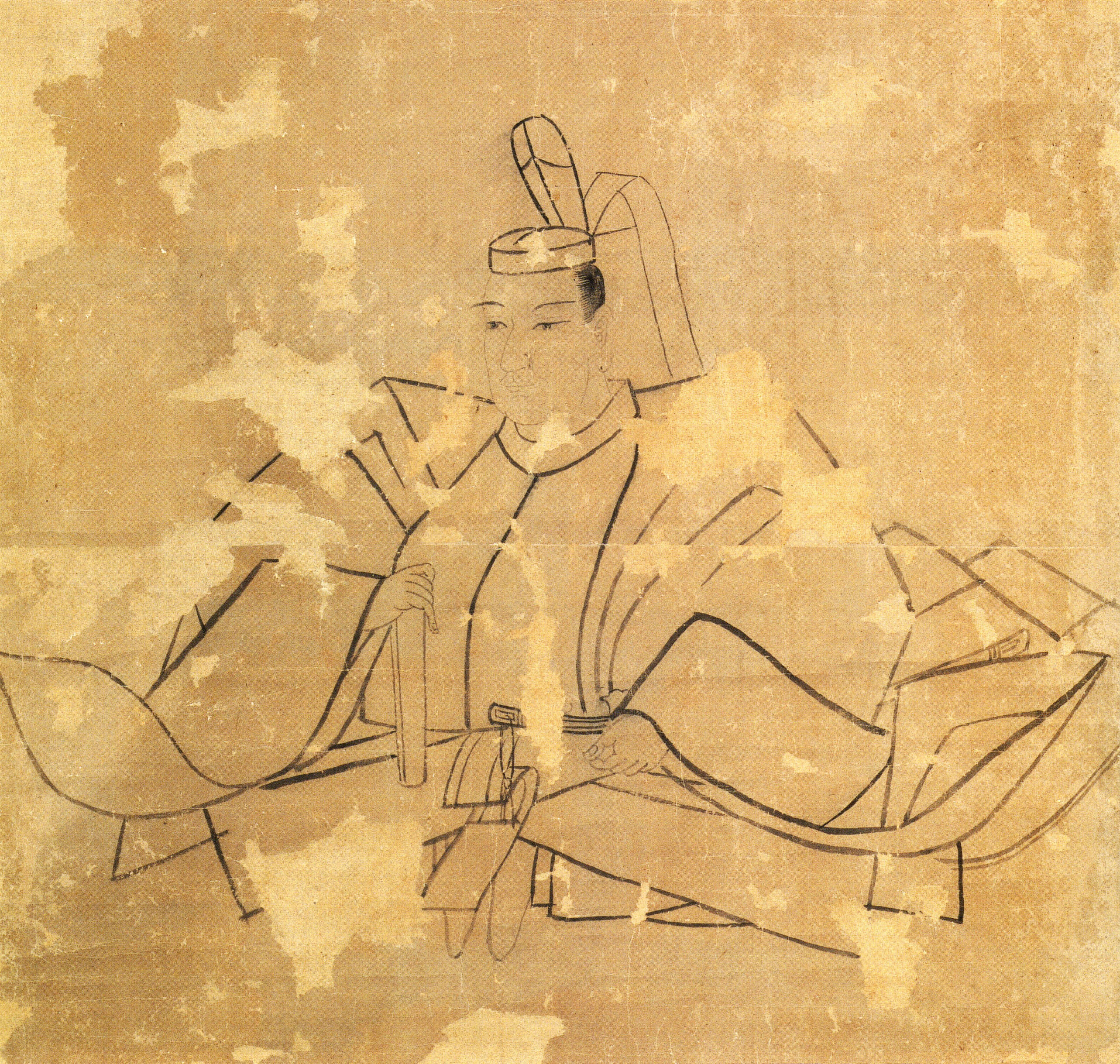
Tokugawa Ietsuna

- Der zehnjährige Tokugawa Ietsuna wird nach dem Tod von Tokugawa Iemitsu zum 4. Shōgun in Japan. Daraufhin bricht der Keian-Aufstand aus, bei dem herrenlose Samurai unter der Führung von Yui Shōsetsu und Marubashi Chūya die Tokugawa-Shogune zu stürzen versuchen.

#### Weitere Ereignisse in Asien
Der Tod Shabdrung Ngawang Namgyels, des Einigers von Bhutan, wird 54 Jahre lang geheim gehalten, um das Auseinanderfallen des von ihm gegründeten Staates zu verhindern.

### Wissenschaft und Technik
Die staatstheoretische Schrift Leviathan des englischen Philosophen Thomas Hobbes wird veröffentlicht.

### Kultur
Eine auf den 6. September 1651 datierte Kopie eines Werkes des islamischen Mystikers Bāyazid Ansāri, eine Sammlung religiöser Verse, ist das älteste bekannte Werk in paschtunischer Sprache.

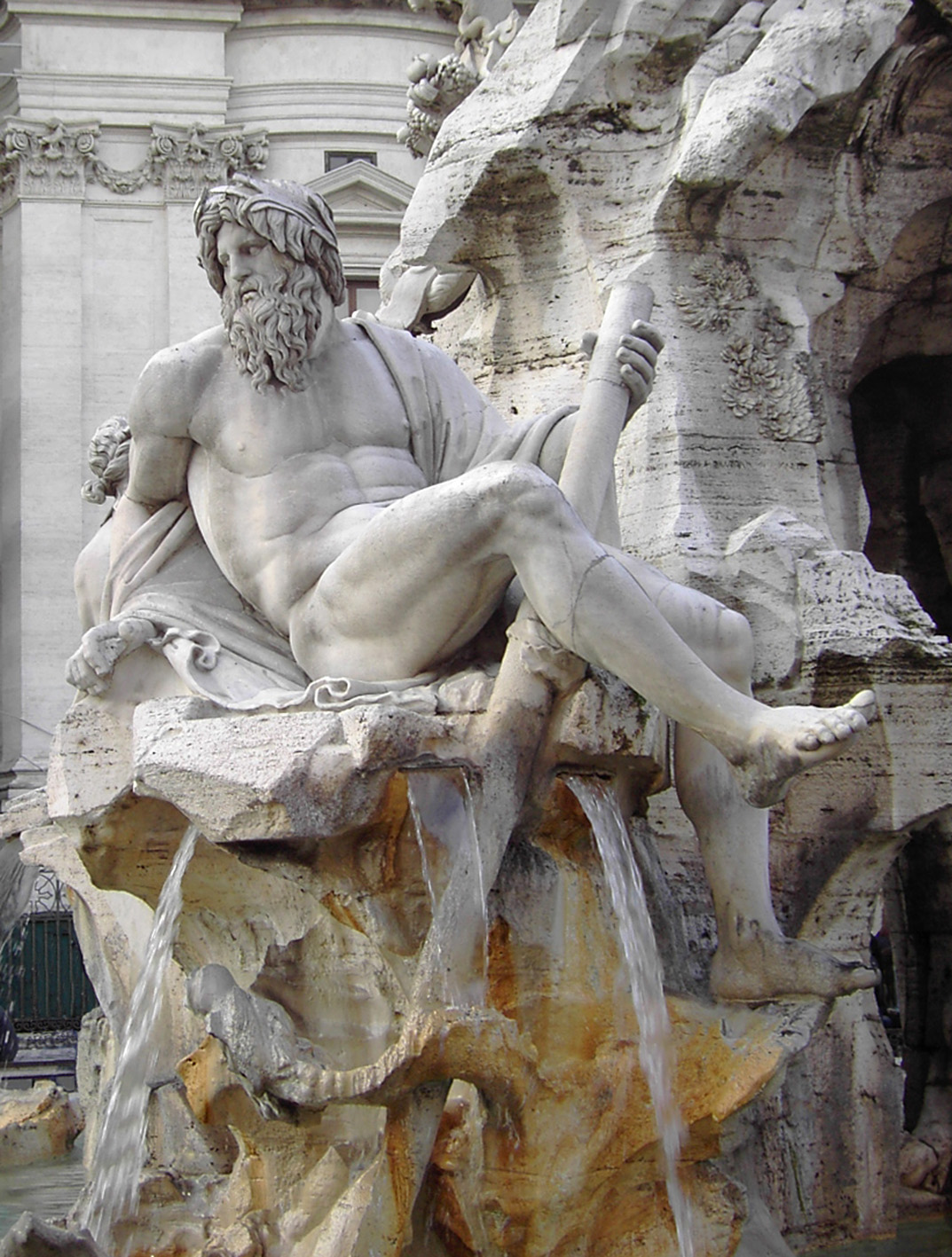
Detail des Vierströmebrunnens

Gian Lorenzo Bernini stellt nach drei Jahren den Vierströmebrunnen auf der Piazza Navona in Rom fertig.

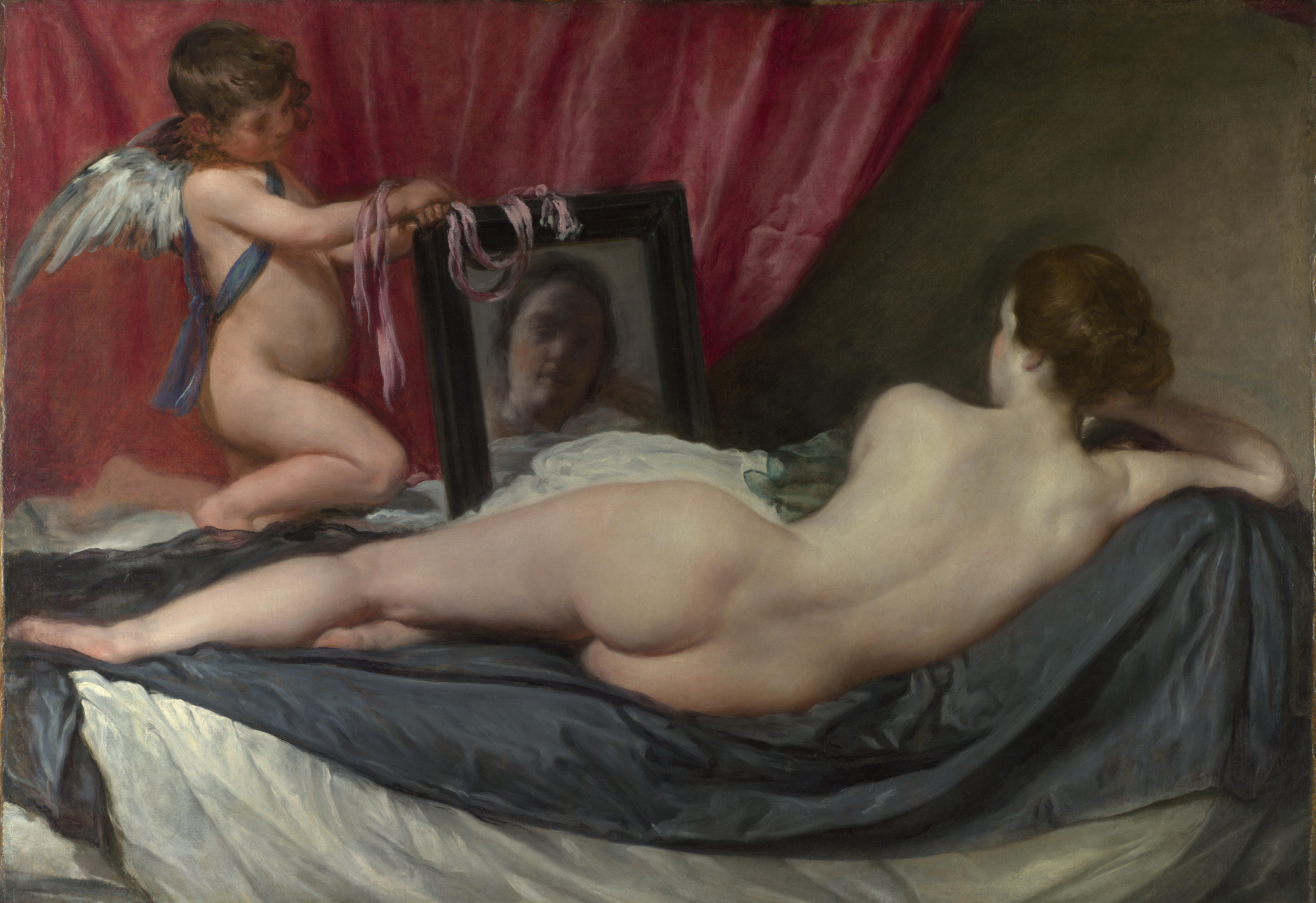
Velázquez: Venus vor dem Spiegel

Diego Velázquez vollendet das Gemälde Venus vor dem Spiegel.

### Religion
Der Fürstbischof von Münster Christoph Bernhard von Galen ordnet erstmals die Telgter Wallfahrt an.

### Katastrophen
- 22. Februar: Die Petriflut verwüstet die Inseln und Küsten von Friesland, der Deutschen Bucht und des Alten Lands. Die Sturmflut kostet Tausende Menschenleben und großen Landverlust. Die Dünenketten der Inseln Juist und Langeoog wurden gespalten, Siedlungen wie Dornumersiel, Accumersiel und Altensiel zerstört. Das Wasser erreichte die Kirchwarft von Fulkum, vier Kilometer landeinwärts der heutigen Küstenlinie, zahlreiche Deiche brechen. Der Westteil der Insel Buise verschwindet endgültig.

## Geboren

### Erstes Halbjahr
- 09. Januar: Petronio Franceschini, italienischer Komponist († 1680)
- 02. Februar: Friedrich, Herzog von Schleswig-Holstein-Sonderburg-Wiesenburg und kaiserlicher Feldmarschall († 1724)
- 02. Februar: William Phips, englischer Abenteurer und Gouverneur der Province of Massachusetts Bay († 1695)
- 05. Februar: Franz Ferdinand von Kuenburg, Bischof von Laibach und Erzbischof von Prag († 1731)
- 21. Februar: Silvius II. Friedrich, Herzog von Württemberg-Oels († 1697)
- 25. Februar: Quirinus Kuhlmann, deutscher Schriftsteller († 1689)
- 17. März: Johann Christian Frisch, österreichischer Bildhauer und Tischler († 1677)
- 27. März: George Abraham von Arnim, preußischer Generalfeldmarschall († 1734)
- 31. März: Karl II., Kurfürst der Pfalz († 1685)
- 04. April: Georg Friedrich Meinhart, deutscher evangelischer Theologe († 1718)
- 10. April: Ehrenfried Walther von Tschirnhaus, deutscher Naturwissenschaftler († 1708)
- 07. Mai: Giuseppe Archinto, italienischer Kardinal († 1712)
- 27. Mai: Louis-Antoine de Noailles, Kardinal und Erzbischof von Paris († 1729)
- 12. Juni: Johann Georg Ahle, deutscher Komponist, Organist, Dichter und Kirchenmusiker († 1706)
- 21. Juni: Wilhelm VII., Landgraf von Hessen-Kassel († 1670)

### Zweites Halbjahr
- 06. August: François de Salignac de la Mothe-Fénelon, französischer Geistlicher und Schriftsteller († 1715)
- 06. August: Carl Gustaf Rehnskiöld, schwedischer General, Gouverneur von Schonen, Feldmarschall († 1722)
- 13. August: Balthasar Permoser, Bildhauer († 1732)
- 01. September: Natalja Kirillowna Naryschkina, tatarische Adelige, zweite Gattin von Zar Alexei I. von Russland († 1694)
- 05. September (getauft): William Dampier, britischer Freibeuter, Weltumsegler, Entdecker und Geograph († 1715)
- 11. September: Johann Elemann Röver, deutscher evangelischer Geistlicher und Lehrer († 1699)
- 16. September: Engelbert Kaempfer, deutscher Arzt und Forschungsreisender († 1716)
- 26. September: Franz Daniel Pastorius, deutscher Jurist, Schriftsteller und Auswanderer, Gründer von Germantown in Pennsylvania († 1719/20)
- 01. November: Jean-Baptiste Colbert, französischer Staatsmann († 1690)
- 13. November: Franz Adolph Wilhelm, Graf von Rietberg, Domherr in Köln, Paderborn und Straßburg († 1690)
- 13. November: Friedrich Ludwig von Nassau-Ottweiler, Graf von Ottweiler und Graf von Saarbrücken († 1728)
- 16. November: Christian Vater, deutscher Mediziner († 1732)
- 23. November: Christoph von Steiger, Schultheiss von Bern († 1731)
- 06. Dezember: Johann Arnold Barckhausen, deutscher Rechtswissenschaftler († 1726)

### Genaues Geburtsdatum unbekannt
- Honorius Aigner, österreichischer Benediktiner und Abt des Klosters Kremsmünster († 1704)
- Takemoto Gidayū, japanischer Jōruri-Sänger († 1714)
- Mukai Kyorai, japanischer Dichter († 1704)
- Ernst Theophil Maier, deutscher Jurist und Hochschullehrer († 1727)
- Manuel de Oms y de Santa Pau, spanischer Diplomat und Vizekönig von Peru († 1710)
- Martin Trumler, italienischer Steinmetz und Bildhauer († 1705)

## Gestorben

### Erstes Halbjahr
- 02. Januar: Gregor Francke, deutscher evangelischer Theologe (* 1585)
- 27. Januar: Abraham Bloemaert, niederländischer Maler (* 1564)
- 28. Januar: Manuel de Moura, portugiesischer Adliger, Statthalter der habsburgischen Niederlanden (* 1590)
- 06. Februar: Hermann Czernin von Chudenitz, österreichischer Diplomat und Soldat (* 1576)
- 06. Februar: Erdmann August, Erbprinz von Brandenburg-Bayreuth  (* 1615)
- 12. Februar: Johann Jacob Pock, deutscher Steinmetz und Bildhauer (* 1604)
- 25. Februar: Frans van Donia, Gesandter Frieslands bei den Westfälischen Friedensverhandlungen (* 1580)
- 11. März: Alvise Contarini, venezianischer Diplomat (* 1597)
- 18. März: Paul Röber, deutscher lutherischer Theologe (* 1587)
- 18. März: Gerard Seghers, flämischer Maler (* 1591)
- 21. März: Katharina Charlotte von Pfalz-Zweibrücken, Pfalzgräfin von Neuburg und Herzogin von Jülich-Berg (* 1615)
- 01. April: Johannes von Hessen-Braubach, hessischer Landgraf und Soldat (* 1609)
- 07. April: Lennart Torstensson, schwedischer Feldmarschall, Reichsrat und Generalgouverneur (* 1603)
- 15. April: Thomas Francine, Florentiner Fontänenmeister in Frankreich (* 1571)
- 20. April: Franz Ludwig von Erlach, Schultheiss von Bern (* 1574)
- 01. Mai: Kanō Sansetsu, japanischer Maler (* 1590)
- 09. Mai: Cornelis de Vos, flämischer Maler, Zeichner und Kunsthändler (* 1584/85)
- 16. Mai: Sophie von Solms-Laubach, Markgräfin und Regentin von Brandenburg-Ansbach (* 1594)
- 28. Mai: Henry Grey, 10. Earl of Kent, englischer Adeliger (* 1594)
- 07. Juni: Nikolaus Georg Reigersberg, Kurmainzischer Kanzler und Stadtschultheiß in Aschaffenburg (* um 1598)
- 08. Juni: Tokugawa Iemitsu, dritter Shogun der japanischen Tokugawa-Dynastie (* 1604)
- 14. Juni: Hieronymus Bregno, Schweizer Bildhauer und Steinmetzmeister
- 17. Juni: Francesco Piccolomini, italienischer Ordensgeneral der Societas Jesu (* 1582)
- 25. Juni: Andreas Burckhardt, Kanzler des Herzogtums Württemberg (* 1594)
- 28. Juni: Christoph Schelhammer, deutscher Mediziner (* 1620)
- 30. Juni: Tuhaj Bej, politisch-militärischer Führer der Krimtataren

### Zweites Halbjahr
- 08. Juli: Charlotte des Essarts, französische Adlige und Mätresse (* um 1580)
- 17. Juli: Wilhelm Biener, Jurist und Tiroler Kanzler (* 1590)
- 21. Juli: Johann von Marenholz, ostfriesischer Regierungs- und Geheimer Rat, Drost von Berum (* 1617)
- 25. Juli: Gottfried Cundisius, deutscher lutherischer Theologe (* 1599)
- 08. August: Amalie Elisabeth von Hanau-Münzenberg, Landgräfin von Hessen-Kassel (* 1602)
- 18. August: Niccolò Tornioli, italienischer Maler (* nach 1598)
- 20. August: Jeremi Wiśniowiecki, polnischer Magnat und Feldherr (* 1612)
- 31. August: Christoph Löbel, deutscher Unternehmer (* 1598)
- 03. September: Kösem Mahpeyker, Favoritin des Sultans Ahmed I. und einflussreiche Frau im  Osmanischen Reich (* um 1589)
- 12. September: William Hamilton, 2. Duke of Hamilton, schottischer Adeliger (* 1616)
- 18. September: Henriette Marie von der Pfalz, Titular-Pfalzgräfin und Gräfin von Mongatsch (* 1626)
- 24. September: Étienne Pascal, französischer Anwalt, Verwaltungsbeamter und Mathematiker, Vater von Blaise Pascal (* 1588)
- 27. September: Maximilian I., seit 1597 Herzog und seit 1623 Kurfürst von Bayern (* 1573)
- September: Arthur Dee, englischer Alchemist (* 1579)
- 06. Oktober: Heinrich Albert, deutscher Liederdichter und Komponist (* 1604)
- 15. Oktober: James Stanley, 7. Earl of Derby, englischer Peer, Politiker und Militär (* 1607)
- 27. Oktober: Panfilo Nuvolone, italienischer Maler und Freskant (* 1578/81)
- 07. November: Hans Christoph von Ebeleben, deutscher Jurist und Verwaltungsbeamter (* 1578)
- 08. November: Stephan I. Thököly, ungarischer Baron und Großgrundbesitzer (* 1581)
- 09. November: Francesco Carretto de Grana, kaiserlicher Feldmarschall, Kämmerer, Hofkriegsrat und Botschafter (* 1593)
- 09. November: Jan Cornelisz Geelvinck, Amsterdamer Großhändler und Regent (* 1579)
- 20. November: Mikołaj Potocki, Großhetman der polnischen Krone (* um 1595)
- 23. November: Francesco Guarini, italienischer Maler (* 1611)
- 26. November: Henry Ireton, General der Parlamentsarmeen im Englischen Bürgerkrieg (* 1611)
- 15. Dezember: Virginia Centurione Bracelli, italienische Heilige (* 1587)
- 17. Dezember: Ennemond Gaultier, französischer Lautenist und Komponist (* um 1575)

### Genaues Sterbedatum unbekannt
- Dirk Lievens, holländischer Maler (* 1612)